# Sveto Rimsko Carstvo
Sveto Rimsko Carstvo – poznato i pod nazivima Sveto Rimsko Carstvo Njemačke Narodnosti, Rimsko-Njemačko Carstvo, Prvi Reich ili Njemačko Carstvo – bilo je skup država okupljenih pod zajedničkim vrhovnim vladarom. Razvilo se u ranomu srednjem vijeku te je trajalo do svojega raspada 1806. tijekom Napoleonskih ratova.
Teritorij carstva se mijenjao tijekom vremena, na vrhuncu je uključivao Kraljevinu Njemačku, Kraljevinu Italiju i Arleško Kraljevstvo; ta područja obuhvaćaju današnje Njemačku (osim južnog Schleswiga), Austriju (osim Gradišća), Lihtenštajn, Švicarsku, Belgiju, Nizozemsku, Luksemburg, Češku, Sloveniju (osim Prekmurja), kao i znatne dijelove moderne Francuske (Artois, Alsace, Franche-Comte, Savoju i Lorenu), Italije (Lombardiju, Pijemont, Emilia-Romagna, Toskana i Južni Tirol) kao i Poljsku (Šleska i Pomeranija). Većim dijelom povijesti carstvo se sastojalo od stotina malih dijelova, kneževina, vojvodstava, grofovija, slobodnih carskih gradova i ostalih domena. Unatoč svome imenu većim dijelom svoje povijesti Carstvo nije obuhvaćalo grad Rim.

## Naziv
Termin »Sveto« u nazivu srednjovjekovnog Rimskog Carstva je u uporabi od 1157. godine i vladavine cara Fridrika I. Barbarosse. Taj naziv je dodan kao izraz Barbarossine ambicije da dominira Italijom i Papinskom Državom, prije 1157. se zvalo jednostavno Rimsko Carstvo.
U ukazu skupštine u Kölnu iz 1512. godine ime je službeno promijenjeno u Sveto Rimsko Carstvo Njemačkog Naroda (njem. Heiliges Römisches Reich Deutscher Nation, lat. Imperium Romanum Sacrum Nations Germanicæ). 
Francuski pisac Voltaire napomenuo je sarkastično:

## Pozadina
Sveto Rimsko Carstvo je kao svoga osnivača uzimalo Karla Velikog, kralja Franaka, kojeg je papa Lav III. okrunio kao Cara Rimljana na Božić 800. godine. Tim krunjenjem je obnovljeno Zapadno Rimsko Carstvo pod žezlom kralja Franaka. Krunjenje Karla Velikog je ostala osnova Svetog Rimskog Carstva, bar u teoriji, sve do njegovog kraja 1806. godine.
Karolinška carska kruna je bila predmet rasprava između karolinških vladara Zapadne i Istočne Franačke, gdje je prvo zapadni kralj Karlo Ćelavi, a nakon njega istočni Karlo Debeli nosio naslov Cara Rimljana. Nakon smrti Karla Debelog 888. godine Karolinško Carstvo se raspalo i nikada se poslije nije ujedinilo, a titulu cara kojega su krunili pape priznavali su samo u Italiji. Posljednji takav vladar je bio Berengar I. koji je umro 924. godine.

## Povijest

### Formiranje
Oko 900. godine u Istočnoj Franačkoj je došlo do jačanja autonomnih kneževina (Frankonije, Bavarske, Švabije, Saske i Lotaringije). Nakon smrti karolinškog kralja Luja Djeteta koji je umro 911. godine bez potomaka, Istočna Franačka se nije okrenula vladaru Zapadne Franačke da preuzme krunu nego je izabrala jednog od svojih kneževa, Konrada od Franconije, kao Rex Francorum Orientalum. Na svojoj samrtnoj postelji Konrad je krunu predao svom najvećem suparniku, Henriku Saskom, koji je izabran kraljem na skupštini u Fritzlaru 919. godine. Henrik je sklopio primirje s Mađarima te ih 933. prvi put porazio u Bitci kod Riade.
Henrik je umro 936. godine, ali njegovi potomci (Otonska dinastija) je nastavila vladati Istočnom Franačkom skoro cijelo stoljeće. Henrikov nasljednik Oton I. izabran je za kralja u Aachenu 936. godine. Uspio je nadići seriju pobuna svog starijeg brata i nekoliko kneževa. Nakon toga kraljevi su uspjeli kontrolirati izbor kneževa te su često zapošljavali biskupe za administratorske poslove.
Kraljevstvo nije imalo stalni glavni grad nego su kraljevi putovali od rezidencije do rezidencije, zvane Kaiserpfalz, obavljati poslove. Ipak su pojedini kraljevi imali svoja omiljena mjesta, u Otonovu slučaju grad Magdeburg. Pozicija kralja je ostala izborna, ali su kraljevi još za svog života davali da se njihovi sinovi izaberu za budućeg kralja, omogućavajući da titula ostane u rukama obitelji. Ovaj običaj se promijenilo tek nakon izumiranja Salijske dinastije u 12. stoljeću.
Kralj Oton I. je 955. odnio odlučujuću pobjedu nad Mađarima u Bitci kod Lechfelda, 951. godine priskače u pomoć Adelaidi udovici kralja Italije te porazivši njezine neprijatelje, ženi je i preuzima kontrolu i nad Italijom. Papa ga je okrunio za cara 962. godine te taj datum označava službeni početak Svetog Rimskog Carstva kao teritorija. Od tada poslovi Njemačkog Kraljevstva su se stalno miješali s talijanskim i papinskim. Otonova krunidba za cara je označavala njemačke kraljeve nasljednicima carstva Karla Velikog, a samim time i Rimskog Carstva. 
Obnova carstva također je obnovila sukobe s carem Bizantskog Carstva u Carigradu, posebno nakon što se Otonov sin Oton II. (967. – 983.) nazvao Imperator Romanorum. Ipak, Oton se povezao s istokom putem braka kada je oženio bizantsku princezu Theophanu. Njihov sin Oton III. pozornost je usredotočio na Italiju i Rim te razgranao diplomaciju i umro mlad 1002. godine. Nasljedio ga je njegov rođak Henrik II. koji se usredotočio na Njemačku.
Nakon smrti Henrika II. 1024. godine Konrad II., prvi car iz Salijske dinastije, izabran je tek nakon rasprava između kneževa i plemstva, što je dovelo do stvaranja kolegija kneževa izbornika.

### Sukob oko investiture
Kraljevi su često zapošljavali biskupe u upravnim poslovima te veoma često određivali tko će biti imenovan za biskupe. Papinstvo je početkom Clunijske reforme upletanje careva u crkvena imenovanja sve više smatralo neprikladnim. Reformski usmjeren papa Grgur VII. bio je odlučan da prestane s takvom praksom i time vodeći do sukoba oko investiture s kraljem Henrikom IV. (1084. – 1105.), koji je odbio papino miješanje u njegovo imenovanje crkvenih položaja te je uvjerio biskupe da izopće papu kojeg je zvao krsnim imenom Hildebrand umjesto njegovim crkvenim imenom papa Grgur VII. Zauzvrat je papa izopćio kralja, proglasio ga zbačenim s prijestolja te razriješio date prisege prema Henriku. Kralj je ostao praktički bez ikakve političke potpore i bio je prisiljen na čuveno "hodočašće u Canossu" 1077. godine gdje je uspio da se povuče izopćenje, ali uz cijenu poniženja. U međuvremenu njemački kneževi su izabrali drugog kralja, Rudolfa Švapskog. Henrik ga je uspio poraziti, ali se poslije suočio s još pobuna, ponovnim izopćenjem te čak i pobunom vlastitih sinova. Tek je njegov drugi sin Henrik V uspio postići dogovor s papom i biskupima 1122. godine u Konkordatu iz Wörmsa. Politička moć carstva je ostala, no sukob je otkrio granice moći vladara, posebno prema Crkvi te ostavio cara bez njegovog svetog statusa koji je prije imao. Papa i njemački kneževi su postali važni čimbenici u političkom sustavu Carstva.

### Dinastija Hohenstaufen
Kada je izumrla Salijska dinastija smrću Henrika V. 1125. godine, kneževi su odbili da izaberu najbližeg rođaka već su izabrali Lotara, umjereno moćnog ali već starog kneza Saske. Kada je on umro 1138. godine kneževi su ponovno, a da bi smanjili moć cara, odbili izabrati Lotarovog zeta Henrika Ponosnog iz obitelji Welf, kojega je on odredio za nasljednika, već su se odlučili za Konrada III. iz dinastije Hohenstaufen. To je dovelo do sukoba između dviju dinastija koji je trajao dulje od stoljeća. Konrad III. je oduzeo posjede obitelji Welf, ali nakon njegove smrti 1152. godine njegov nećak Fridrik I. Barbarossa ga je naslijedio i sklopio mir s Welfovima, te svom rođaku Henriku Lavu vratio oduzete posjede. 
Hohenstaufenski vladari su počeli dijeliti zemlju svojim neslobodnim slugama za vojne usluge. Ta klasa se kasnije razvila u vitezove, nadajući se da će biti pouzdaniji od kneževa. Vitezovi su kasnije postali jedni od temelja carske moći. Još jedan od važnih poteza je ustanovljavanje novog mira (Landfrieden) za cijelo carstvo, pokušaj da se zabrane ne samo privatni ratovi između kneževa već i da se carevi podanici podvrgnu legalnom sustavu sudstva i progona za kriminalne djelatnosti – prethodnik današnje vladavine prava. U ovom su razdoblju car i mjesni kneževi počeli sustavno podizati nove gradove. Do razvoja gradova došlo je djelomično zbog porasta broja pučanstva, ali također i da se koncentrira ekonomska moć na strateškim lokacijama. Gradovi podignuti u 12. stoljeću kao na primjer Freiburg, München su ekonomski model za mnoge gradove podignute u kasnijem razdoblju. 
Fridrik I. Barbarossa, okrunjen je za cara 1155. godine, naglašavao je da je carstvo Rimsko, prije svega zbog pokušaja da opravda carsku moć neovisnu od ojačanog pape. Na carskoj skupštini na polju pokraj Roncaglie 1158. obnovio je carska prava po ugledu na Justinijanov Corpus Iuris Civilis. Lista carskih prava obuhvaćala su javne ceste, carine, kovanje novca, skupljanje odšteta za kaznena djela i investiture. Ova prava su sada izravno vezana za rimsko pravo i time imala dalekosežan zakonski utjecaj. Fridrikova politika je bila uglavnom usmjerena prema Italiji i samim time se sukobljavala s interesima bogatih slobodnih gradova na sjeveru, posebno Milana. Također se uvukao u sukob s papinstvom podupirujući kandidata kojega je izabrala manjina, a protiv Aleksandra III. (1159. – 1181.). Fridrik je podržavao protupape sve dok konačne se nije izmirio s Aleksandrom 1177. godine. U Njemačkoj je car više puta štitio Henrika Lava protiv pritužbi od drugih kneževa ili gradova, posebno u slučajevima Münchena i Lübecka. Henrikova podrška Fridrikovoj politici je bila lažna i u odlučujećem trenutku tijekom talijanskih ratova odbio pružiti vojnu pomoć Fridriku. Nakon svog povratku u Njemačku, ogorčeni Fridrik je otvorio postupak protiv kneza oduzevši mu sve teritorije.
Tijekom razdoblja na vlasti dinastije Hohenstaufen, njemački kneževi su podržavali uspješno, mirno naseljavanje istočnih zemalja, do tada rijetko naseljenih zapadnim Slavenima ili potpuno nenaseljenima, njemačkih seljaka, trgovaca i zanatlija sa zapada carstva. Postupna germanizacija ovih zemalja je složen proces koji ne treba miješati s nacionalizmom 19. stoljeća. Naseljavanjem istoka te ženidbenim vezama lokalnih vladara s njemačkim plemstvom carstvo je postupno uključilo u svoj sastav Pomeraniju i Šlesku. Također 1226. godine vojvoda Konrad Mazovški pozvao je Teutonski viteški red u Prusku da pokrsti Pruse. Redovnička država Teutonskog reda i njegov kasniji njemački nasljednik nisu nikada bili dio Svetog rimskog carstva.

## Demografija

### Stanovništvo
Ukupne brojke stanovništva Svetoga Rimskog Carstva izuzetno su neprecizne i znatno variraju. Carstvo Karla Velikoga moglo je imati čak 20 milijuna stanovnika. S obzirom na političku rascjepkanost kasnijega Carstva, nisu postojale središnje institucije koje bi mogle prikupljati takve podatke. Ipak, smatra se da je demografska katastrofa Tridesetogodišnjega rata rezultirala time da je broj stanovnika Carstva u ranomu 17. stoljeću bio sličan onomu iz ranoga 18. stoljeća; prema jednoj procjeni, Carstvo nije premašilo razinu stanovništva iz 1618. sve do 1750. godine.
Početkom 17. stoljeća izborni knezovi vladali su nad sljedećim brojem carskih podanika:
- Habsburška Monarhija: 5 350 000
- Izborna Kneževina Saska: 1 200 000
- Bavarsko Vojvodstvo (kasnije Izborna Kneževina Bavarska): 800 000
- Izborna Kneževina Falačka: 600 000
- Izborna Kneževina Brandenburg: 350 000
- izborne kneževine Mainz, Trier i Köln zajedno: 300 000 – 400 000.[13]

Iako nisu bili izborni knezovi, španjolski Habsburgovci imali su, nakon austrijskih Habsburgovaca, drugi najveći broj podanika unutar Carstva s više od 3 milijuna ljudi početkom 17. stoljeća u Burgundskome okrugu i Milanskome Vojvodstvu.
Peter H. Wilson procjenjuje da je Carstvo 1700. godine imalo 20 milijuna stanovnika, od čega je 5 milijuna živjelo u Carskoj Italiji. Do 1800. godine procjenjuje da je broj stanovnika Carstva iznosio 29 milijuna (ne uključujući Italiju), uz dodatnih 12,6 milijuna pod vlašću Austrijanaca i Prusa izvan Carstva.
Prema suvremenoj procjeni Austrijskoga ratnog arhiva za prvo desetljeće 18. stoljeća, Sveto Rimsko Carstvo, uključujući Češku i Španjolsku Nizozemsku, imalo je gotovo 28 milijuna stanovnika sa sljedećom raspodjelom:
- 65 crkvenih država s 14 % ukupne kopnene površine i 12 % stanovništva
- 45 dinastičkih kneževina s 80 % zemlje i 80 % stanovništva
- 60 dinastičkih grofovija i gospodstava s 3 % zemlje i 3,5 % stanovništva
- 60 carskih gradova s 1 % zemlje i 3,5 % stanovništva
- nekoliko stotina teritorija carskih vitezova s 2 % zemlje i 1 % stanovništva.

Njemački demografski povjesničari tradicionalno su radili na procjenama stanovništva Svetoga Rimskog Carstva na temelju pretpostavljenoga broja stanovnika unutar granica Njemačke iz 1871. ili 1914. godine. Novije procjene koriste manje zastarjele kriterije, ali ostaju nagađanja. Jedna procjena temeljena na granicama Njemačke iz 1870. godine daje broj stanovnika od otprilike 15 – 17 milijuna oko 1600., koji je pao na 10 – 13 milijuna oko 1650. godine. Drugi povjesničari koji se bave procjenama stanovništva ranonovovjekovnoga Svetoga Rimskog Carstva sugeriraju da je broj stanovnika pao s 20 milijuna na otprilike 16 – 17 milijuna do 1650. godine.
Vjerodostojna procjena za 1800. godinu navodi da je Carstvo (koje je u tomu trenutku već izgubilo preostale Niske Zemlje, Italiju i Lijevu obalu Rajne prema Miru u Campo Formiju iz 1797.) imalo 27 – 28 milijuna stanovnika, sa sljedećom ukupnom raspodjelom:
- 9 milijuna austrijskih podanika (uključujući Šlesku, Češku i Moravsku)
- 4 milijuna pruskih podanika
- 14 – 15 milijuna stanovnika u ostatku Carstva.

Također postoje brojne procjene za talijanske države koje su formalno bile dio Carstva:
| Država                           | Stanovništvo  |
| -------------------------------- | ------------- |
| Milansko Vojvodstvo (španjolsko) | 1 350 000     |
| Pijemont i Savoja                | 1 200 000     |
| Republika Genova                 | 650 000       |
| Veliko Vojvodstvo Toskana        | 649 000       |
| Vojvodstvo Parma i Piacenza      | 250 000       |
| Vojvodstvo Modena i Reggio       | 250 000       |
| Republika Lucca                  | 110 000       |
| Ukupno                           | oko 4 600 000 |

| Država                           | Stanovništvo  |
| -------------------------------- | ------------- |
| Pijemont i Savoja                | 2 400 000     |
| Milansko Vojvodstvo (austrijsko) | 1 100 000     |
| Veliko Vojvodstvo Toskana        | 1 000 000     |
| Republika Genova                 | 500 000       |
| Vojvodstvo Parma i Piacenza      | 500 000       |
| Vojvodstvo Modena i Reggio       | 350 000       |
| Republika Lucca                  | 100 000       |
| Ukupno                           | oko 6 000 000 |

### Najveći gradovi
- 1300. – 1350.: Milano (120 000 stan.), Firenca (110 000 stan.), Genova (90 000 stan.), Prag (77 000 stan.), Köln (60 000 stan.), Verona (40 000 stan.), Padova (35 000 stan.), Erfurt (32 000 stan.), Metz (32 000 stan.), Regensburg (30 000 stan.), Speyer (25 000 stan.), Mainz (24 000 stan.), Aachen (21 000 stan.), Magdeburg (20 000 stan.), Nürnberg (20 000 stan.), Beč (20 000 stan.), Danzig (20 000 stan.), Straßburg (20 000 stan.), Worms (20 000 stan.), Lübeck (15 000 stan.), Regensburg (11 000 stan.).[19][20][21]
- 1500.: Milano (100 000 stan.), Genova (70 000 stan.), Prag (70 000 stan.), Firenca (50 000 stan.), Köln (45 000 stan.), Antwerpen (40 000 stan.), Cremona (40 000 stan.), Nürnberg (38 000 stan.), Augsburg (30 000 stan.), Mantova (28 000 stan.), Lübeck (25 000 stan.), Breslau (25 000 stan.), Regensburg (22 000 stan.), Beč (20 000 stan.), Straßburg (20 000 stan.), Parma (19 000 stan.), Magdeburg (18 000 stan.), Modena (18 000 stan.), Pavia (16 000 stan.), Ulm (16 000 stan.), Hamburg (15 000 stan.).[22]
- 1600.: Milano (150 000 stan.),[23] Prag (100 000 stan.), Beč (50 000 stan.), Augsburg (45 000 stan.), Köln (40 000 stan.), Nürnberg (40 000 stan.), Hamburg (40 000 stan.), Magdeburg (40 000 stan.), Breslau (40 000 stan.), Straßburg (25 000 stan.), Lübeck (23 000 stan.), Ulm (21 000 stan.), Regensburg (20 000 stan.), Frankfurt na Majni (20 000 stan.), München (20 000 stan.).[22]

### Religija
Nakon Augsburškoga mira, službena religija nekoga teritorija određivala se prema načelu cuius regio, eius religio, prema kojemu je vjera vladara određivala vjeru njegovih podanika. Westfalski mir ukinuo je to načelo odredbom da službena religija teritorija ostaje ona koja je bila na snazi 1. siječnja 1624. godine, koja se smatrala »normalnom godinom«. Od tada, prelazak vladara na drugu vjeru više nije značio i promjenu vjere njegovih podanika.
Osim toga, svim protestantskim podanicima katoličkih vladara i obrnuto zajamčena su prava koja su uživali na taj datum. Iako su pripadnici službene religije teritorija imali pravo na javno bogoslužje, ostali su imali pravo na privatno bogoslužje (u kapelama bez zvonikā i zvonā). Teoretski, nitko nije smio biti diskriminiran niti isključen iz trgovine, obrtništva, zanata ili javnoga ukopa zbog svoje vjere. Po prvi puta, trajna priroda podjele između kršćanskih Crkava u Carstvu bila je manje-više pretpostavljena.

## Ustanove
Od vremena kasnog srednjeg vijeka naovamo carstvo je obilježeno naporima održanja carstva s težnjama teritorijalnih kneževa da preuzmu moć. U većoj mjeri nego u ostalim srednjovjekovnim kraljevstvima kao Francuskoj i Engleskoj carevi su bili u nemogućnosti da preuzmu kontrolu nad zemljama kojima su formalno vladali. U stvari da bi osigurali vlastitu poziciju carevi su bili prisiljeni da jamče sve više autonomije lokalnim vladarima, bilo svjetovnim bilo crkvenim kneževima. Ovaj proces počinje se razvijati od XI. stoljeća tijekom borbi za Investituru i manje više je zaključen Westfalskim mirom 1648. godine. Nekoliko careva je pokušalo preokrenuti polagano odumiranje svoga autoriteta ali su onemugućeni akcijama papinstva i kneževa carstva.
Car Karlo V. bio je posljednji car koji se krunio u Rimu. Od tada se carevi krune u Njemačkoj. Od Karla V.svaki car se obvezuj povjeravati carske službe isključivo rođenim Nijemcima (dann gebrohrnen Teuschen), a suci vrhovnog suda također moraju biti njemačkog roda (aus teutscher Nation gebohrn) (ukaz iz 1555. ) Iz toga je izveden zahtjev da svi dvorski savjetnici moraju biti rođeni na teritoriju Carstva i poznavati njemački jezik.

### Kralj Rimljana
Budući car je prvo trebao biti izabran za kralja Rimljana (Rex Romanorum'/römischer König). Njemački kralj se od najstarijih vremena birao: u IX. stoljeću od pet najvažnijih plemena (Salijskih Franaka, Ripuarijskih Franaka, Sasa, Bavaraca i Švaba); kasnije od najvažnijih vojvoda i biskupa kraljevstva te na koncu od takozvanih Kurfürsten (izbornih knezova). Elektorski kolegij je službeno ustanovljen 1356. godine ukazom češkog kralja Karla IV., zvanim Zlatna bula. U početku kolegij je činilo sedam elektora: grof palatin od Rajne, kralj Češke, vojvoda Saske, markgrof Brandenburga i nadbiskupi Kölna, Mainza i Triera. Tijekom tridesetogodišnjeg rata i vojvodi Bavarske je jamčeno pravo da glasuje kao osmi elektor. Od kandidata za izbor se očekivalo da ponude koncesije u posjedima i novcu da bi osigurali glas na izborima.
Nakon izbora kralj rimljana je teoretski mogao da nosi titulu car tek nakon što bi bio okrunjen od pape. Međutim u mnogo slučajeva trebalo bi po nekoliko godina dok kralj ne svlada druge zadatke, često bi morao da riješi sukobe u buntovnoj sjevernoj Italiji ili pak svađe sa samim papom. Kasniji carevi su odustali od papinske krunidbe i nosili naziv izabrani-car (Emperor-Elect), posljednji car kojeg je okrunio papa bio je Karlo V. 1530. godine.
Da bi postao car kandidat mora biti muškarac dobrog karaktera, stariji od 18 godina, a djedovi i bake mu moraju biti plemenitog roda. Nijedan zakon ne zahtjeva da treba biti katolik ali se podrazumijevalo. Nije bilo nužno ni da bude Nijemac (npr. Alfonso X. Kastiljski nije bio) ali je trebao imati posjede u carstvu.
Niti u jednom razdoblju car nije mogao jednostavno izdavati ukaze i samostalno vladati carstvom, njegova moć i autoritet je bio ograničen raznim lokalnim vođama, poslije kraja 15. stoljeća ustanovljen je Reichstag kao zakonodavno tijelo carstva, koji je bio komplicirana skupština koja se sastajala neredovito na zahtjev cara u raznim mjestima. Tek nakon 1663. Reichstag postaje stalna skupština.
Tijekom gotovo tisućugodišnje povijesti Carstva dolazilo je do najrazličitijih promjena u unutarnjem uređenju. Ali primjetne su neke konstantne tendencije. Prije svega to je stalno opadanje utjecaja centralne, carske vlasti i gotovo neprestani unutarnji sukobi država i državica koje su činile ovo nekonzistentno, kvazi-jedinstveno Carstvo.
Ovdje će se analizirati institucije Carstva koje su trajale najduže i može se reći da su bile ustaljene. 
Prije svega to je institucija samog cara. Car je bio vrhovni vladar, nasljednik rimskih imperatora i uz papu glavara kada su njemačkog kralja (koji bi kasnije postajao Car) birala stara, najznačajnija plemenska vojvodstva, od 1356. ustalio se izbor preko posebnog elektorata. Taj elektorat činili su četiri njemačka velikaša - kralj Češke (Bohemije), markgrof od Brandenburga, grof Palatinata (Falačke) i grof Saske, kao i tri nadbiskupa - od Mainza, Triera i Kölna. Kasnije je dodan i peti svjetovni član, bavarski vojvoda. S obzirom na to da su oni suvereno odlučivali o izboru, kandidat za cara morao je utjecati na njih velikim nagradama i obećanjima zemljišnih posjeda. Sama titula cara Kaiser je bila izvedena od imena Caesar (Cezar) čime se se željelo uspostaviti vezu s Rimskim Carstvom Svojom krunidbom u Rimu 800. Karlo Veliki je najavio obnovu Rimskog Carstva (Renovatio Romani Imperii) nekoliko mjeseci nmakon krunidbe Karlo je počeo za sebe koristiti titulu »kralj Franaka… koji vlada Rimskim Carstvom«. Postupak se ustalio kad se Luj II. proglasio za »cara Rimljana«.
I tu nije bio kraj mukama novog cara. Sve do 1508. godine krunjenje je obavljao rimski papa. Često bi potrajalo i nekoliko godina dok bi budući car uspio srediti odnose u zemlji, odnose s papom i konačno stići u Rim na krunjenje.
Sve je ovo rafinirano činjeno da bi se već od početka utjecalo da car ima daleko manji ugled i autoritet nego što bi carstvo ove veličine zahtijevalo.
Teritoriji koji su činili ovu zajednicu bili su različiti.
Carskim posjedom (članicom carstva) smatrao se svaki teritorij koja iznad sebe nije imao nikog drugog za seniora osim cara. 
Tako su tu spadali najrazličitiji teritoriji i političke tvorevine, od kraljevina (Češka), vojvodstava i kneževina, pa do biskupskih teritorija i slobodnih gradova.
Broj članica carstva prelazio je i nekoliko stotina i tijekom vremena se mijenjao ovisno o trenutnim političkim i vojnim prilikama. 
Stoga nema govora o bilo kakvom čvrstom formalnom uređenju.
Na realno nepostojanje središnje vlasti ukazuje i to što ni u jednom trenutku postojanja carstva car nije mogao izdati pravni akt koji bi nesporno važio za čitav teritorij. U prvom razdoblju ovo je bilo ograničeno raznim poveljama pojedinim teritorijima, kao i praktičkom samostalnošću raznih kneževa. Kasnije je ovo pravo cara i formalno uskraćeno formiranjem Reichstaga krajem 15. stoljeća. U prvom razdoblju Reichstag kao zakonodavna skupština se sastajao neredovito, na različitim mjestima, na zahtjev cara. Od 1663. godine Reichstag postaje stalno tijelo.

### Zemlje Carstva
Teritorij da bi se smatrao zemljom, sukladno feudalnom pravu, iznad sebe nije smio imati nijedan autoritet osim samog cara ( tzv. Carska neposrednost ). U zemlje spadaju: 
¤ Teritoriji pod vlašću vojvode ili kneza, a u nekim slučajevima kralja. Vladari Svetog rimskog carstva, s izuzetkom kralja Češke (elektora) nisu smjeli nositi titulu kralja u okviru carstva, ali neki su imali kraljevstva izvan carstva, kao na primjer u slučaju kraljevstva Velike Britanije čiji vladar je također bio knez-izbornik od Hanovera od 1714. do ukidanja carstva. 
Sam Reichhstag je bio institucija s ugrađenim vlastitim manama i imanentnom neučinkovitošću. 
Bio je sastavljen od tri doma: doma elektora, doma kneževa (svjetovnih i duhovnih) i doma slobodnih carskih gradova. 
Unutarnja struktura je bila zamršena, s mješavinom individualnih i kurijalnih glasačkih prava i odlikovala se vidljivom nejednakošću u predstavljanju konstituensa carstva. Kada se na to doda i praktička nedjelotvornost zakona koji bi nekako i bili doneseni, slika generalne neučinkovitosti središnje vlasti, kako izvršne tako i zakonodavne, postaje jasno vidljiva i nesumnjiva. Dva središnja carska suda su uživala određeni ugled u rješavanju neprestanih sporova članica.
Pokušaj striktnijeg formalnog uređenja napravljen je 1512. godine kada je organizirano 10 carskih okruga, u stvari 10 regionalnih grupa državica koje su imale zasebne skupštine.
Skupštine praktički nisu imale većeg utjecaja, a sama podjela je bila izvršena više u cilju boljeg organiziranja obrane i ravnomjernijeg oporezivanja.
Carstvo je propalo 6. kolovoza 1806. kada se Franjo II. pod pritiskom Napoleona I. odrekao carske krune.

## Napomene
1. ↑  Neki povjesničari smatraju da je Sveto Rimsko Carstvo nastalo 800. godine krunidbom franačkoga kralja Karla Velikoga za cara Rimljana,[1] dok neki smatraju da je nastalo krunidbom Otona Velikoga 962. godine.[2]
2. ↑  Zbog feudalne organizacije, područje pod carevkm kontrolom teško je precizno definirati, a još teže izmjeriti. Procjenjuje se da je dosegnulo vrhunac oko 1050. godine, s približno 1 000 000 km2. (Taagepera 1997., str. 494)
3. ↑  Heiliges Römisches Reich Deutscher Nation (njem.), Sacrum Imperium Romanum Nationis Germanicae (lat.).
4. ↑  Römisch-Deutsches Reich (njem.).
5. ↑  Franjo II. ga u tekstu svoje abdikacije naziva Njemačkim Carstvom ( izvorni tekst na WikIzvoru: Abdikacija Franje II., cara Svetoga Rimskog Carstva).
6. ↑  1,35 milijuna stanovnika za Milansko Vojvodstvo. (Smith 1920., str. 19)
7. ↑  1,6 milijuna i 1,5 milijuna stanovnika oko 1600. godine za područja unutar granica današnje Belgije i Nizozemske. Španjolski posjedi u Burgundskome krugu također su uključivali Franche-Comté, Luksemburg i druge male teritorije. (Avakov 2015.)
8. ↑  Smith navodi brojku od 800 000 stanovnika za »Savoju u Italiji«, bez pojašnjenja odnosi li se to na cijelu savojsku državu ili samo na njezine talijanske teritorije, Pijemont i Valle d'Aostu (te time isključujući sâmu Savoju i Grofoviju Nicu). Međutim, Hanlon 2014., str. 87, daje procjenu od 700 000 stanovnika za Pijemont u ranomu 17. stoljeću, a za sâmu Savoju 400 000, bez navedenih podataka za Aostu ili Nicu, što upućuje na to da se Smithov izraz »Savoja u Italiji« doista odnosi samo na Pijemont i Aostu.
9. ↑  Isključujući 500 000 stanovnika otoka Sardinije, koji nije bio dio Carstva.
10. ↑  U izvoru se navodi kao »Austrijska Lombardija«. Značajan dio nekadašnjega vojvodstva bio je pripojen Mletačkoj Republici ranije tijekom 18. stoljeća.

## Vanjske poveznice

### Ostala mrežna mjesta
- Holy Roman Empire britannica.com (engl.)
- Holy Roman Empire encyclopedia.com (engl.)